# AVN Award for Best Virtual Reality Sex Scene
L'AVN Award for Best Virtual Reality Sex Scene è un premio pornografico assegnato agli attori impegnati in una scena classica visibile in realtà virtuale votata come migliore dalla AVN, l'ente che assegna gli AVN Awards, riconosciuti come i migliori premi del settore (paragonabile al Premio Oscar).
Come per gli altri premi, viene assegnato nel corso di una cerimonia che si svolge a Las Vegas, solitamente nel mese di gennaio, dal 2017.

## Vincitori

### Anni 2010
| Anno | Vincitori                                      | Titolo         |
| ---- | ---------------------------------------------- | -------------- |
| 2017 | Joanna Angel Abella Danger Manuel Ferrara      | Angel'n Danger |
| 2018 | Adriana Chechik Megan Rain Arya Fae Tommy Gunn | Zombie Slayers |
| 2019 | Marley Brinx John Strong                       | Wonder Woman   |

### Anni 2020
| Anno | Vincitori | Titolo                                              |
| ---- | --- | --------------------------------------------------- |
| 2020 | Kenzie Reeves Sofie Reyez Jillian Janson Gina Valentina Tommy Gunn | Wanking Dead: Doctor’s Orders                       |
| 2021 | Aidra Fox Will Pounder | The Cabin in the Woods                              |
| 2022 | Alexis Tae Nathan Bronson | Star Wars The Mandalorian: Ahsoka Tano A XXX Parody |
| 2023 | April Rein Coco Lovelock Delilah Day Haley Spades Penelope Kay Charly Summer Kyler Quinn Leana Lovings Blake Blossom Aubree Valentine Laney Grey Madi Laine Avery Black Alexia Anders Izzy Lush John Strong | Dream Team                                          |
| 2024 | Blake Blossom Angel Youngs Tru Kait John Strong | Mile High Club                                      |
| 2025 | Angel Windell Lola Fae John Strong | Goth Girls: Tea Party                               |